# میلوراد راتکوویچ
میلوراد راتکوویچ (انگلیسی: Milorad Ratković؛ زادهٔ ۱۵ اکتبر ۱۹۶۴) بازیکن سابق فوتبال اهل بوسنی و هرزگوین است. او در طی ۶ سال ۱۳۴ بازی با سلتا انجام داد و در کوپا دل ری ۱۹۹۴ با بازی در کنار هموطن خود ولادیمیر گودل و سانتیاگو کانیایزارس دروازه‌بان اسپانیایی، نایب قهرمان شد.